# سکاشتیتسه
سکاشتیتسه (به لاتین: Skaštice) یک منطقهٔ مسکونی در جمهوری چک است که در ناحیه کرومیریژ واقع شده‌است. سکاشتیتسه ۷٫۷۲ کیلومتر مربع مساحت و ۳۸۳ نفر جمعیت دارد و ۱۹۲ متر بالاتر از سطح دریا واقع شده‌است.